# モンテネロドーモ
モンテネロドーモ（イタリア語: Montenerodomo）は、イタリア共和国アブルッツォ州キエーティ県にある、人口約700人の基礎自治体（コムーネ）。

## 地理

### 位置・広がり

#### 隣接コムーネ
隣接するコムーネは以下の通り。
- チヴィタルパレッラ
- コッレディマーチネ
- ガンベラーレ
- レットパレーナ
- パレーナ
- ペンナドーモ
- ピッツォフェッラート
- トッリチェッラ・ペリーニャ

## 行政

### 分離集落
モンテネロドーモには、以下の分離集落（フラツィオーネ）がある。
- Casale, Fonticelle, Marangola, Selvoni, Schiera, Verlinghiera